# Dziobata
Dziobata (620 m n.p.m.)  – skała w Karkonoszach.
Granitowa skała o wysokości 20 m położona u ujścia cieku Złoty Potok do Kamiennej w mieście Szklarska Poręba.

## Szlaki turystyczne
U podnóża skały biegnie szlak turystyczny:
- zielony Szklarska Poręba - Michałowice[1].